# Sakiko Shimizu
Sakiko Shimizu, född 20 april 1992, är en japansk simmare.
Shimizu tävlade för Japan vid olympiska sommarspelen 2016 i Rio de Janeiro, där hon slutade på åttonde plats på 400 meter medley.